# Педиада
Педиада (др.-греч. Πεδιὰς) — персонаж древнегреческой мифологии, который упоминается только в генеалогиях. Дочь Менита из Лакедемона, жена Краная, царя Афин. Стала матерью Кранаи, Кранехмы и Аттиды.